# 1993 na televisão
Nesta página encontram-se os fatos, estreias e términos sobre televisão que aconteceram durante o ano de 1993.

## Eventos

### Brasil

#### Março
- 11 de março — É inaugurada a TV Lajeado, afiliada da Rede Record em Palmas, Tocantins.

#### Abril
- 19 de abril — Na Rede Globo, o Jornal da Globo estreia nova vinheta, logotipo e gráficos.

#### Maio
- 23 de maio — A Rede OM Brasil muda o nome para CNT.

#### Junho
- 6 de junho — É inaugurada a TV Liberal Itaituba, afiliada da Rede Globo em Itaituba, Pará.
- 15 de junho–4 de julho — A Rede Globo e a Rede Bandeirantes transmitem a Copa América de 1993.

#### Novembro
- 26 de novembro — É inaugurada a TV Gazeta, afiliada da CNT em Cuiabá, Mato Grosso.

### Portugal

#### Fevereiro
- 20 de fevereiro — A TVI é fundada em Portugal, o segundo canal privado no país depois da SIC. Antes se chamava de A Quatro.

### União Europeia

#### Janeiro
- 1 de janeiro — Lançamento da estação televisiva pan-europeia e multilíngue Euronews.

## Programas

### Brasil

#### Janeiro
- 1 de janeiro — A Rede Globo exibe a sua Retrospectiva 92.
- 17 de janeiro — Estreia Domingo Legal no SBT.
- 29 de janeiro — Termina Despedida de Solteiro na Rede Globo.

#### Fevereiro
- 1 de fevereiro — Estreia Mulheres de Areia na Rede Globo.

#### Março
- 1 de março
  - Termina Topázio no SBT.
  - Termina Grande Pai no SBT.
- 2 de março
  - Estreia Eu Não Acredito nos Homens no SBT.
  - Estreia Garotas Bonitas no SBT.
- 5 de março — Termina De Corpo e Alma na Rede Globo.
- 7 de março — Estreia Cartão Verde na TV Cultura.
- 8 de março
  - Estreia Opinião Nacional na TV Cultura.
  - Estreia Renascer na Rede Globo.
- 12 de março — Termina Bebê a Bordo no Vale a Pena Ver de Novo na Rede Globo.
- 14 de março — Estreia Manhattan Connection no GNT.
- 15 de março — Reestreia Sinhá Moça no Vale a Pena Ver de Novo na Rede Globo.
- 26 de março — Termina Deus Nos Acuda na Rede Globo.
- 29 de março — Estreia O Mapa da Mina na Rede Globo.

#### Abril
- 12 de abril — Termina Eu Compro Essa Mulher no SBT.
- 13 de abril — Estreia Paixão e Poder no SBT.
- 17 de abril — Termina Show do Mallandro na Rede Globo.
- 19 de abril
  - Estreia TV Colosso na Rede Globo.
  - Estreia Radical Chic na Rede Globo.
- 20 de abril
  - Estreia Contos de Verão na Rede Globo.
  - Estreia Retrato de Mulher na Rede Globo.
- 25 de abril — Estreia Paradão da Xuxa na Rede Globo.

#### Maio
- 1 de maio — Termina Valéria e Maximiliano na Rede Manchete.
- 2 de maio — Estreia Disney Club na Rede Globo.
- 4 de maio — Reestreia Som Brasil na Rede Globo.
- 9 de maio — Estreia Play Game no SBT.
- 14 de maio — Termina Contos de Verão na Rede Globo.
- 22 de maio — Estreia Novo Show de Calouros no SBT.
- 31 de maio
  - Termina Eu Não Acredito nos Homens no SBT.
  - Termina Garotas Bonitas no SBT.
  - Termina Paixão e Poder no SBT.

#### Junho
- 1 de junho
  - Estreia Amor em Silêncio no SBT.
  - Estreia Marielena no SBT.
  - Estreia Sex Appeal na Rede Globo.

#### Julho
- 2 de julho
  - Termina Sinhá Moça no Vale a Pena Ver de Novo na Rede Globo.
  - Termina Sex Appeal na Rede Globo.
- 5 de julho — Reestreia Barriga de Aluguel no Vale a Pena Ver de Novo na Rede Globo.

#### Agosto
- 2 de agosto — Estreia Bom Dia & Companhia no SBT.
- 9 de agosto
  - Estreia Casa da Angélica no SBT.
  - Termina Amor em Silêncio no SBT.
  - Estreia Família Brasil na Rede Manchete.
- 24 de agosto — Estreia Agosto na Rede Globo.

#### Setembro
- 3 de setembro — Termina O Mapa da Mina na Rede Globo.
- 6 de setembro — Estreia Olho no Olho na Rede Globo.
- 17 de setembro — Termina Agosto na Rede Globo.
- 24 de setembro — Termina Mulheres de Areia na Rede Globo.
- 27 de setembro — Estreia Sonho Meu na Rede Globo.

#### Novembro
- 5 de novembro — Termina Barriga de Aluguel no Vale a Pena Ver de Novo na Rede Globo.
- 8 de novembro — Reestreia Direito de Amar no Vale a Pena Ver de Novo na Rede Globo.
- 13 de novembro — Termina Renascer na Rede Globo.
- 15 de novembro — Estreia Fera Ferida na Rede Globo.
- 30 de novembro — Estreia Guerra sem fim na Rede Manchete.

#### Dezembro
- 16 de dezembro — A Rede Globo exibe o Especial Zezé di Camargo & Luciano.
- 17 de dezembro — Termina Radical Chic na Rede Globo.
- 19 de dezembro — Termina Fala Brasil na Rede Record.
- 23 de dezembro — A Rede Globo exibe o Roberto Carlos Especial.
- 25 de dezembro — Termina Retrato de Mulher na Rede Globo.
- 26 de dezembro — Termina Paradão da Xuxa na Rede Globo.
- 28 de dezembro — A Rede Globo exibe o Especial Leandro & Leonardo.
- 30 de dezembro — A Rede Globo exibe a sua Retrospectiva 93.
- 31 de dezembro — A Rede Globo exibe o Réveillon do Faustão.

### Estados Unidos

#### Agosto
- 28 de agosto — Estreia Mighty Morphin Power Rangers na Fox.

#### Setembro
- 13 de setembro — Estreia Xuxa no Syndication.
- 16 de setembro — Estreia Frasier na NBC.
- 20 de setembro — Estreia The X-Files (no Brasil: Arquivo X) na Fox.

#### Dezembro
- 10 de dezembro — Termina Xuxa no Syndication.

### Argentina

#### Dezembro
- 31 de dezembro — Termina El show de Xuxa na Telefe.

### Portugal

#### Fevereiro
- 22 de fevereiro — Estreia Telhados de Vidro na TVI.

#### Abril
- 12 de abril — Estreia A Banqueira do Povo no Canal 1.

#### Agosto
- 12 de agosto — Termina Telhados de Vidro na TVI.
- 30 de agosto — Estreia Verão Quente no Canal 1.

#### Outubro
- 8 de outubro — Termina A Banqueira do Povo no Canal 1.

## Nascimentos
| Data            | Nome                         | Profissão                                  | Nacionalidade  | Observações | Ref |
| --------------- | ---------------------------- | ------------------------------------------ | -------------- | ----------- | --- |
| 4 de janeiro    | Manu Gavassi                 | cantora e atriz                            | Brasil         |             |     |
| 6 de janeiro    | Witsarut Himmarat            | ator                                       | Tailândia      |             |     |
| 26 de janeiro   | Felipe Simas                 | ator                                       | Brasil         |             |     |
| 29 de janeiro   | Guilherme Prates             | ator                                       | Brasil         |             |     |
| 12 de fevereiro | Jennifer Stone               | atriz                                      | Estados Unidos |             |     |
| 14 de fevereiro | Shane Harper                 | ator e cantor                              | Estados Unidos |             |     |
| 19 de fevereiro | Victoria Justice             | atriz                                      | Estados Unidos |             |     |
| 15 de março     | Bia Arantes                  | atriz                                      | Brasil         |             |     |
| 17 de março     | Sérgio Malheiros             | ator                                       | Brasil         |             |     |
| 22 de março     | Lucas Salles                 | ator e repórter                            | Brasil         |             |     |
| 28 de março     | Juliana Paiva                | atriz                                      | Brasil         |             |     |
| 26 de abril     | Brunno Abrahão               | ator                                       | Brasil         |             |     |
| 30 de abril     | Henry Zaga                   | ator                                       | Brasil         |             |     |
| 10 de maio      | Daniel Torres                | ator                                       | Brasil         |             |     |
| 13 de maio      | Debby Ryan                   | atriz                                      | Estados Unidos |             |     |
| 13 de maio      | Supanut Lourhaphanich        | ator e cantor                              | Tailândia      |             |     |
| 14 de maio      | Miranda Cosgrove             | atriz                                      | Estados Unidos |             |     |
| 16 de maio      | IU                           | atriz e cantora                            | Coreia do Sul  |             |     |
| 21 de maio      | Giovanna Lancellotti         | atriz                                      | Brasil         |             |     |
| 30 de maio      | Sota Fukushi                 | ator                                       | Japão          |             |     |
| 26 de junho     | Ariana Grande                | atriz e cantora                            | Estados Unidos |             |     |
| 26 de junho     | Duam Socci                   | ator                                       | Brasil         |             |     |
| 27 de junho     | Camila Queiroz               | atriz                                      | Brasil         |             |     |
| 3 de julho      | Mussunzinho                  | ator                                       | Brasil         |             |     |
| 21 de julho     | Gabriel Leone                | ator                                       | Brasil         |             |     |
| 26 de julho     | Taylor Momsen                | atriz e cantora                            | Estados Unidos |             |     |
| 26 de julho     | Elizabeth Gillies            | atriz e cantora                            | Estados Unidos |             |     |
| 29 de julho     | Jennifer Nascimento          | atriz e cantora                            | Brasil         |             |     |
| 3 de agosto     | Carol Macedo                 | atriz                                      | Brasil         |             |     |
| 11 de agosto    | Alyson Stoner                | atriz                                      | Estados Unidos |             |     |
| 12 de agosto    | Imani Hakim                  | atriz                                      | Estados Unidos |             |     |
| 16 de agosto    | Luisa Arraes                 | atriz                                      | Brasil         |             |     |
| 26 de agosto    | Keke Palmer                  | atriz e cantora                            | Estados Unidos |             |     |
| 28 de agosto    | Malu Rodrigues               | atriz                                      | Brasil         |             |     |
| 18 de setembro  | Patrick Schwarzenegger       | ator                                       | Estados Unidos |             |     |
| 8 de outubro    | Angus T. Jones               | ator                                       | Estados Unidos |             |     |
| 23 de outubro   | Suphakorn Sriphotong         | ator                                       | Tailândia      |             |     |
| 25 de outubro   | Kornthas Rujeerattanavorapan | ator, modelo e apresentador de televisão   | Tailândia      |             |     |
| 26 de outubro   | Pâmela Tomé                  | atriz                                      | Brasil         |             |     |
| 29 de outubro   | India Eisley                 | atriz                                      | Estados Unidos |             |     |
| 4 de novembro   | Fandy Fan                    | ator e modelo                              | Taiwan         |             |     |
| 4 de novembro   | Chinnarat Siriphongchawalit  | ator, cantor, modelo e comissário de bordo | Tailândia      |             |     |
| 24 de novembro  | Hande Erçel                  | atriz                                      | Turquia        |             |     |
| 6 de dezembro   | Sapol Assawamunkong          | ator, modelo, MC e cantor                  | Tailândia      |             |     |
| 27 de dezembro  | Olivia Cooke                 | atriz                                      | Reino Unido    |             |     |

## Mortes
| Data            | Nome                    | Profissão                     | Nacionalidade  | Observações | Ref   |
| --------------- | ----------------------- | ----------------------------- | -------------- | ----------- | ----- |
| 2 de janeiro    | Elisa Fernandes         | atriz                         | Brasil         | n. 1950     |       |
| 15 de fevereiro | Milton Moraes           | ator                          | Brasil         | n. 1930     |       |
| 19 de fevereiro | Carlos Augusto Strazzer | ator                          | Brasil         | n. 1946     |       |
| 19 de fevereiro | Geraldo Alves           | ator e comediante             | Brasil         | n. 1935     |       |
| 24 de fevereiro | Samuel dos Santos       | ator                          | Brasil         | n. 1922     |       |
| 25 de fevereiro | Rogério Paulo           | actor                         | Portugal       | n. 1927     |       |
| 2 de maio       | Armando Bógus           | ator                          | Brasil         | n. 1930     |       |
| 2 de julho      | Fred Gwynne             | ator                          | Estados Unidos | n. 1926     | [ 1 ] |
| 30 de julho     | Paulette                | ator e dançarino              | Brasil         | n. 1952     |       |
| 18 de agosto    | Cassiano Gabus Mendes   | autor de novelas              | Brasil         | n. 1927     |       |
| 4 de setembro   | Hervé Villechaize       | ator                          | França         | n. 1943     | [ 2 ] |
| 26 de outubro   | Tião Macalé             | ator e comediante             | Brasil         | n. 1926     |       |
| 31 de outubro   | River Phoenix           | ator                          | Estados Unidos | n. 1970     | [ 3 ] |
| 1 de novembro   | Felipe Pinheiro         | ator                          | Brasil         | n. 1960     |       |
| 2 de novembro   | Bill Bixby              | ator, produtor e apresentador | Estados Unidos | n. 1934     | [ 4 ] |
| 26 de novembro  | Grande Otelo            | ator e comediante             | Brasil         | n. 1915     |       |